# Sotto un tetto di stelle
Sotto un tetto di stelle (Starlight Hotel) è un film neozelandese del 1987 diretto da Sam Pillsbury. È interpretato da Bruce Phillips, Greer Robson e Peter Phelps.
Il film è stato girato nella regione del South Island. La prima visione italiana, sulle reti del circuito Odeon, risale a martedì 3 ottobre 1989, in prima serata.

## Trama
Nuova Zelanda, 1930. La Grande Depressione, notevole anche laggiù, costringe Dave Marshall (Phillips) a trasferirsi nelle grandi città del Nord per cercare fortuna. La figlia Kate (Robson), non volendo restare con gli zii, lo segue. Durante il viaggio incontra Patrick (Phelps).